# Thimida Regia
Thimida Regia (łac. Thimidorum Regiorum) – stolica historycznej diecezji w cesarstwie rzymskim w prowincji Afryka Prokonsularna, współcześnie kojarzona z ruinami w Valle Meliana w Tunezji. Obecnie katolickie biskupstwo tytularne. W latach 1981–1992 biskupem Thimida Regia był biskup pomocniczy opolski Jan Wieczorek.

## Biskupi tytularni
| Lp. | Biskup                       | Funkcja                                | Od                | Do                |
| --- | ---------------------------- | -------------------------------------- | ----------------- | ----------------- |
| 1   | Lucien-Emile Bardonne        | biskup pomocniczy Rouen (Francja)      | 27 lutego 1969    | 16 września 1973  |
| 2   | Joseph Hart                  | biskup pomocniczy Cheyenne (USA)       | 1 lipca 1976      | 25 kwietnia 1978  |
| 3   | Jan Wieczorek                | biskup pomocniczy opolski              | 12 czerwca 1981   | 25 marca 1992     |
| 4   | Dorick Wright                | biskup pomocniczy Belize City (Belize) | 12 grudnia 2001   | 18 listopada 2006 |
| 5   | Florencio Armando Colin Cruz | biskup pomocniczy Meksyku (Meksyk)     | 27 listopada 2008 | 16 lutego 2019    |
| 6   | Dominic Nguyễn Tuan Anh      | biskup pomocniczy Xuân Lộc (Wietnam)   | 24 sierpnia 2024  |                   |